# جورج ويستون ريغلي
جورج ويستون ريغلي هو صحفي كندي، ولد في 24 يونيو 1847، وتوفي في 14 يناير 1907 في وينيبيغ في كندا.